# Bataille de Tenancingo
 (signalé en mai 2025).
Si vous disposez d'ouvrages ou d'articles de référence ou si vous connaissez des sites web de qualité traitant du thème abordé ici, merci de compléter l'article en donnant les références utiles à sa vérifiabilité et en les liant à la section « Notes et références ».
- Archive Wikiwix
- Bing
- Cairn
- DuckDuckGo
- E. Universalis
- Gallica
- Google
- G. Books
- G. News
- G. Scholar
- Persée
- Qwant
- (zh) Baidu
- (ru) Yandex
- (wd) trouver des œuvres sur Wikidata

Guerre d'indépendance du Mexique
La bataille de Tenancingo est une action militaire de la guerre d'indépendance du Mexique qui a lieu le 22 janvier 1812 dans la ville actuelle de Tenancingo de Degollado. Les insurgés, commandés par le général José María Morelos, y battent les forces royalistes du général Rosendo Porlier y Asteguieta.
Porlier avait pris la ville mais Morelos, en provenance du sud, vient à la rescousse des populations de Tenango et Zitácuaro. Porlier vient de gagner contre Hermenegildo Galeana (es) la bataille de Tecualoya et fait marcher les forces royalistes sur Tenancingo jusqu'à forcer la bataille avec Morelos. Bien que vainqueur, ce dernier ne poursuit pas sa marche vers la capitale, la Junta de Zitácuaro (es) s'étant dispersée après la bataille de Zitácuaro.